# Primera División 2013 (vrouwenvoetbal Uruguay)
Het seizoen 2013 van de Primera División was het zeventiende seizoen van de hoogste Uruguayaanse vrouwenvoetbalcompetitie. Het seizoen liep van 7 april tot 17 december 2013. Colón FC werd voor het eerst landskampioen.

## Teams
Er namen vijftien ploegen deel aan de Primera División tijdens het seizoen 2013. Dertien daarvan hadden vorig seizoen ook meegedaan en CSD Huracán Buceo en CA River Plate keerden terug in de competitie na respectievelijk drie en twee seizoenen afwezigheid. Ten opzichte van vorig seizoen ontbrak nummer vier CA Bella Vista. Salto City FC verhuisde van Salto naar Fray Bentos en ging spelen onder de naam Río Negro City FC
| Club                       | Stad        | Vorig seizoen        |
| -------------------------- | ----------- | -------------------- |
| CA Cerro                   | Montevideo  | 1e                   |
| Colón FC                   | Montevideo  | 5e–8e (kwartfinale)  |
| Huracán FC                 | Montevideo  | 5e–8e (kwartfinale)  |
| CSD Huracán Buceo          | Montevideo  | Geen deelname        |
| Montevideo Wanderers FC    | Montevideo  | 2e                   |
| Club Nacional de Football  | Montevideo  | 3e                   |
| CA Peñarol                 | Montevideo  | 10e                  |
| Racing Club de Montevideo  | Montevideo  | 11e–14e (groepsfase) |
| Río Negro City FC          | Fray Bentos | 5e–8e (kwartfinale)  |
| CA River Plate             | Montevideo  | Geen deelname        |
| Rocha FC                   | Rocha       | 11e–14e (groepsfase) |
| Salus FC                   | Montevideo  | 5e–8e (kwartfinale)  |
| CD San Francisco–Canelones | Las Piedras | 11e–14e (groepsfase) |
| Club Seminario             | Montevideo  | 11e–14e (groepsfase) |
| Udelar                     | Montevideo  | 9e                   |

## Competitie-opzet
De competitie bestond uit drie fasen: het reguliere seizoen, de Copa de Oro en Copa de Plata (tweede fase) en de play-offs. In het reguliere seizoen werkten de ploegen een halve competitie af. De top-acht kwalificeerde zich voor de Copa de Oro (Gouden Beker), waarin alle ploegen weer op nul punten begonnen en er wederom een halve competitie werd gespeeld. De overige zeven ploegen gingen verder in de Copa de Plata (Zilveren Beker), waarin zij ook eenmaal tegen elkaar speelden. Alle ploegen kwalificeerden zich vervolgens voor de play-offs, die volgens een knock-outsysteem werden gespeeld. De ploegen in de Copa de Oro speelden om de landstitel, de Copa de Plata had de negende plaats als inzet.

### Kwalificatie voor internationale toernooien
Het seizoen 2013 gold oorspronkelijk als kwalificatie voor de Zuid-Amerikaanse Copa Libertadores Femenina van 2013. De landskampioen zou mee mogen doen aan dat toernooi, dat in oktober en november 2013 in Foz do Iguaçu (Brazilië) werd gespeeld. Omdat de Copa Libertadores Femenina echter al begon voordat de Primera División was afgelopen, werd er na het reguliere seizoen een knock-outtoernooi gespeeld tussen de beste acht ploegen op dat moment. De winnaar daarvan kwalificeerde zich voor de Copa Libertadores Femenina 2013.
De uiteindelijke landskampioen van 2013 kwalificeerde zich voor de Copa Libertadores Femenina 2014, die in november 2014 in São José dos Campos (eveneens in Brazilië) werd gespeeld.

## Regulier seizoen
De Primera Fase (eerste fase) was het reguliere seizoen dat liep van 7 april tot 28 juli. Alle ploegen speelden eenmaal tegen elkaar. De acht beste ploegen kwalificeerden zich voor de Copa de Oro, waardoor ze nog kans hadden op kwalificatie voor de Copa Libertadores Femenina 2013 en op de landstitel (die recht gaf op deelname aan de Copa Libertadores Femenina 2014). De overige zeven ploegen gingen verder in de Copa de Plata, een troosttoernooi met de negende plaats als inzet.
Club Nacional de Football was de sterkste ploeg in de eerste fase van het seizoen. Samen met Colón FC hadden de Tricolores na vier wedstrijden nog de maximale score en in het vervolg lieten ze ook geen punten liggen. Op 12 mei versloegen ze CSD Huracán Buceo met 28–0, de grootste overwinning in de geschiedenis van de Primera División. Martina González maakte negen doelpunten, wat eveneens een record was. Carolina Birizamberri mocht ook acht doelpunten op haar totaal bijschrijven.
Colón eindigde als tweede in het reguliere seizoen. El Verde bleef de eerste zes wedstrijden in het spoor van Nacional, maar verloor op 26 mei hun zevende wedstrijd van Salus FC. Twee weken later hadden ze gelijk kunnen komen, maar de onderlinge wedstrijd tegen Nacional ging met 3–1 verloren. Colón had in eerste instantie ook punten laten liggen in hun openingswedstrijd tegen CA River Plate (4–4), maar omdat River Plate in die wedstrijd een niet-speelgerechtigde speelster had opgesteld kreeg werd de overwinning toegekend aan Colón. River Plate eindigde zelf uiteindelijk als derde. Ook Montevideo Wanderers FC, CA Cerro (de nummer twee en de landskampioen van vorig seizoen), CA Peñarol, Racing Club de Montevideo en Río Negro City FC eindigden bij de beste acht en plaatsten zich voor de Copa de Oro.
Huracán FC trok zich na de tiende speelronde terug uit de competitie. Voor de resterende wedstrijden kregen ze een automatische nederlaag toegekend. Ook gingen ze niet verder naar de Copa de Plata, waaraan de overige deelnemers die buiten de top-acht eindigden zich wel voor plaatsten.

### Eindstand Primera Fase
|     | Club                       | Sp. | W  | G | V  | Pnt. | DV  | DT  | DS   |
| --- | -------------------------- | --- | -- | - | -- | ---- | --- | --- | ---- |
| 1.  | Club Nacional de Football  | 14  | 14 | 0 | 0  | 42   | 100 | 3   | +97  |
| 2.  | Colón FC                   | 14  | 11 | 1 | 2  | 36   | 62  | 14  | +48  |
| 3.  | CA River Plate             | 14  | 10 | 2 | 2  | 31   | 64  | 14  | +50  |
| 4.  | Montevideo Wanderers FC    | 14  | 9  | 2 | 3  | 29   | 51  | 14  | +37  |
| 5.  | CA Cerro                   | 14  | 9  | 2 | 3  | 29   | 45  | 22  | +23  |
| 6.  | CA Peñarol                 | 14  | 8  | 1 | 5  | 25   | 41  | 25  | +16  |
| 7.  | Racing Club de Montevideo  | 14  | 8  | 1 | 5  | 25   | 32  | 21  | +11  |
| 8.  | Río Negro City FC          | 14  | 6  | 2 | 6  | 20   | 31  | 30  | +1   |
| 9.  | Salus FC                   | 14  | 4  | 3 | 7  | 15   | 18  | 27  | –9   |
| 10. | Rocha FC                   | 14  | 4  | 2 | 8  | 14   | 17  | 45  | –28  |
| 11. | Udelar                     | 14  | 3  | 4 | 7  | 13   | 17  | 38  | –21  |
| 12. | CD San Francisco–Canelones | 14  | 4  | 1 | 9  | 13   | 14  | 47  | –33  |
| 13. | Huracán FC                 | 14  | 2  | 1 | 11 | 7    | 18  | 44  | –26  |
| 14. | Club Seminario             | 14  | 1  | 2 | 11 | 5    | 11  | 46  | –35  |
| 15. | CSD Huracán Buceo          | 14  | 0  | 0 | 14 | 0    | 4   | 135 | –131 |

### Legenda
| Kleur | Kwalificatie voor                     |
| ----- | ------------------------------------- |
|       | Copa de Oro + Torneo Pre-Libertadores |
|       | Copa de Plata                         |

| Uitploeg →                | CAC   | CFC    | HFC    | CSDHB  | MWFC  | CNdF  | CAP   | RCM   | RNCFC | CARP   | RFC    | SFC   | CDSF–C | Semi  | UdlR  |
| Thuisploeg ↓              | CAC   | CFC    | HFC    | CSDHB  | MWFC  | CNdF  | CAP   | RCM   | RNCFC | CARP   | RFC    | SFC   | CDSF–C | Semi  | UdlR  |
| ------------------------- | ----- | ------ | ------ | ------ | ----- | ----- | ----- | ----- | ----- | ------ | ------ | ----- | ------ | ----- | ----- |
| CA Cerro                  |       |        | 3 – 0  |        | 2 – 4 |       | 3 – 2 | 4 – 2 | 1 – 1 |        |        |       |        | 4 – 0 | 2 – 2 |
| Colón FC                  | 3 – 2 |        |        |        |       |       | 1 – 0 |       | 4 – 0 | 4 – 4  |        | 0 – 1 | 8 – 0  |       | 5 – 0 |
| Huracán FC                |       | 0 – 3  |        |        |       |       | 1 – 3 |       | 0 – 3 | 0 – 9  |        |       | 1 – 2  | 1 – 0 |       |
| CSD Huracán Buceo         | 0 – 9 | 0 – 18 | 0 – 12 |        |       |       |       | 0 – 4 |       | 0 – 15 |        | 0 – 5 | 1 – 3  |       | 0 – 6 |
| Montevideo Wanderers FC   |       | 1 – 2  | 5 – 1  | 6 – 0  |       |       |       |       | 6 – 1 |        | 8 – 1  | 2 – 1 | 7 – 1  | 3 – 0 |       |
| Club Nacional de Football | 5 – 1 | 3 – 1  | 3 – 0  | 28 – 0 | 1 – 0 |       |       | 5 – 0 |       | 3 – 1  | 11 – 0 |       |        |       |       |
| CA Peñarol                |       |        |        | 8 – 1  | 2 – 2 | 0 – 7 |       |       | 2 – 0 |        |        |       |        | 7 – 0 | 3 – 0 |
| Racing Club de Montevideo |       | 1 – 3  | 7 – 0  |        | 1 – 0 |       | 3 – 0 |       |       | 2 – 3  | 3 – 1  |       |        |       |       |
| Río Negro City FC         |       |        |        | 9 – 1  |       | 0 – 8 |       | 0 – 1 |       |        |        | 6 – 2 |        | 3 – 0 | 3 – 1 |
| CA River Plate            | 1 – 2 |        |        |        | 1 – 1 |       | 4 – 1 |       | 1 – 0 |        |        | 7 – 1 |        | 3 – 0 | 5 – 0 |
| Rocha FC                  | 2 – 6 | 1 – 5  | 3 – 0  | 3 – 0  |       |       | 2 – 4 |       | 1 – 1 | 0 – 3  |        |       | 0 – 3  |       |       |
| Salus FC                  | 0 – 4 |        | 1 – 0  |        |       | 0 – 3 | 0 – 3 | 1 – 1 |       |        | 0 – 0  |       |        | 6 – 0 |       |
| CD San Fr.–Canelones      | 0 – 2 |        |        |        |       | 0 – 6 | 1 – 6 | 1 – 4 | 2 – 4 | 0 – 7  |        | 1 – 0 |        |       | 0 – 1 |
| Club Seminario            |       | 1 – 5  |        | 9 – 1  |       | 0 – 8 |       | 0 – 3 |       |        | 0 – 1  |       | 0 – 0  |       |       |
| Udelar                    |       |        | 2 – 2  |        | 0 – 6 | 0 – 9 |       | 3 – 0 |       |        | 1 – 2  | 0 – 0 |        | 1 – 1 |       |

## Torneo Pre-Libertadores
Om te bepalen welke ploeg zich kwalificeerde voor de Copa Libertadores Femenina 2013 werd het Torneo Pre-Libertadores gespeeld tussen de acht deelnemers aan de Copa de Oro. Oorspronkelijk zou de winnaar van de Copa de Oro zich plaatsen voor de Copa Libertadores Femenina, samen met de kampioen van vorig seizoen (CA Cerro). Omdat de Copa Libertadores Femenina echter naar voren werd geschoven en Uruguay uiteindelijk slechts één deelnemer mocht inschrijven werd besloten om een apart toernooi te organiseren om te bepalen welke ploeg zich plaatste voor de Copa Libertadores Femenina.
Dit Torneo Pre-Libertadores werd halverwege de Copa de Oro gespeeld, met dezelfde acht deelnemers. Deze ploegen speelden een knock-outtoernooi, waarbij de ploegen willekeurig tegen elkaar werden geloot. Uiteindelijk won Club Nacional de Football - de koploper in de Copa de Oro en de nummer één van het reguliere seizoen - het toernooi door CA River Plate in de finale na strafschoppen te verslaan.
|  | Kwartfinale               | Kwartfinale          |                 |       | Halve finale | Halve finale |  |  | Finale | Finale |
|  |                           |                      |                 |       |              |              |  |  |        |        |
|  |                           |                      |                 |       |              |              |  |  |        |        |
|  |                           |                      |                 |       |              |              |  |  |        |        |
|  |                           |                      |                 |       |              |              |  |  |        |        |
|  | Cerro                     | 0                    |                 |       |              |              |  |  |        |        |
|  | Cerro                     | 0                    |                 |       |              |              |  |  |        |        |
|  | Nacional                  | 3                    |                 |       |              |              |  |  |        |        |
|  | Nacional                  | 3                    | Nacional        | 1     |              |              |  |  |        |        |
|  |                           |                      | Nacional        | 1     |              |              |  |  |        |        |
|  |                           | Colón                | 0               |       |              |              |  |  |        |        |
|  | Colón                     | Colón                | 0               | 4     |              |              |  |  |        |        |
|  | Colón                     |                      |                 | 4     |              |              |  |  |        |        |
|  | Río Negro City            | 0                    |                 |       |              |              |  |  |        |        |
|  | Río Negro City            | 0                    | Nacional (n.s.) | 1 (4) |              |              |  |  |        |        |
|  |                           |                      | Nacional (n.s.) | 1 (4) |              |              |  |  |        |        |
|  |                           | River Plate          | 1 (3)           |       |              |              |  |  |        |        |
|  | River Plate               | River Plate          | 1 (3)           | 3     |              |              |  |  |        |        |
|  | River Plate               |                      |                 | 3     |              |              |  |  |        |        |
|  | Racing Club de Montevideo | 1                    |                 |       |              |              |  |  |        |        |
|  | Racing Club de Montevideo | 1                    | River Plate     | 2     |              |              |  |  |        |        |
|  |                           |                      | River Plate     | 2     |              |              |  |  |        |        |
|  |                           | Montevideo Wanderers | 0               |       |              |              |  |  |        |        |
|  | Peñarol                   | Montevideo Wanderers | 0               | 0     |              |              |  |  |        |        |
|  | Peñarol                   |                      |                 | 0     |              |              |  |  |        |        |
|  | Montevideo Wanderers      | 2                    |                 |       |              |              |  |  |        |        |
|  | Montevideo Wanderers      | 2                    |                 |       |              |              |  |  |        |        |

### Finale
|                |                                                         |                                       |                                                   |                                                                                                |
| 2 oktober 2013 | Club Nacional de Football                               | 1 - 1                                 | River Plate                                       | Complejo San Eugenio, Montevideo Toeschouwers: 120 Scheidsrechter: Gabriela Bandeira (Uruguay) |
| 2 oktober 2013 | Birizamberri 35'                                        | Verslag (Tenfield) Verslag (Nacional) | 66' Suárez                                        | Complejo San Eugenio, Montevideo Toeschouwers: 120 Scheidsrechter: Gabriela Bandeira (Uruguay) |
| 2 oktober 2013 | Strafschoppen                                           |                                       |                                                   | Complejo San Eugenio, Montevideo Toeschouwers: 120 Scheidsrechter: Gabriela Bandeira (Uruguay) |
| 2 oktober 2013 | Garrido M. González Birizamberri Velazco Castro Silvera | 4 – 3                                 | Ferreyra Suárez Laborda Clara Lacoste J. González | Complejo San Eugenio, Montevideo Toeschouwers: 120 Scheidsrechter: Gabriela Bandeira (Uruguay) |

## Copa de Plata
Zes ploegen die in het reguliere seizoen buiten de top-acht waren geëindigd streden om de Copa de Plata. Huracán FC, dat zich had teruggetrokken, nam hier niet meer aan deel. De ploegen speelden een halve competitie gevolgd door play-offs. De twee ploegen die het hoogst eindigden in de groepsfase kwalificeerden zich voor de halve finales, de overige vier deelnemers gingen naar de kwartfinales.

### Groepsfase
|    | Club                       | Sp. | W | G | V | Pnt. | DV | DT | DS  |
| -- | -------------------------- | --- | - | - | - | ---- | -- | -- | --- |
| 1. | Salus FC                   | 5   | 3 | 2 | 0 | 11   | 14 | 2  | +12 |
| 2. | Rocha FC                   | 5   | 3 | 1 | 1 | 10   | 12 | 5  | +8  |
| 3. | Udelar                     | 5   | 2 | 2 | 1 | 8    | 12 | 6  | +6  |
| 4. | Club Seminario             | 5   | 2 | 2 | 1 | 8    | 12 | 7  | +5  |
| 5. | CD San Francisco–Canelones | 5   | 0 | 2 | 3 | 2    | 7  | 17 | –10 |
| 6. | CSD Huracán Buceo          | 5   | 0 | 1 | 4 | 1    | 5  | 25 | –20 |

### Legenda
| Kleur | Kwalificatie voor          |
| ----- | -------------------------- |
|       | Halve finale Copa de Plata |
|       | Kwartfinale Copa de Plata  |

### Uitslagen
| Uitploeg →           | CSDHB | RFC   | SFC   | CDSF–C | Semi  | UdlR  |
| Thuisploeg ↓         | CSDHB | RFC   | SFC   | CDSF–C | Semi  | UdlR  |
| -------------------- | ----- | ----- | ----- | ------ | ----- | ----- |
| CSD Huracán Buceo    |       | 0 – 4 |       | 3 – 3  | 1 – 7 |       |
| Rocha FC             |       |       | 1 – 1 |        |       | 2 – 1 |
| Salus FC             | 6 – 0 |       |       | 3 – 0  |       | 1 – 1 |
| CD San Fr.–Canelones |       | 1 – 5 |       |        | 2 – 2 |       |
| Club Seminario       |       | 2 – 0 | 0 – 3 |        |       | 1 – 1 |
| Udelar               | 5 – 1 |       |       | 4 – 1  |       |       |

### Play-offs
|  | Kwartfinale | Kwartfinale             | Kwartfinale  |              |           | Halve finale                 | Halve finale                 | Halve finale                 |                              |   | Finale | Finale | Finale |
|  |             |                         |              |              |           |                              |                              |                              |                              |   |        |        |        |
|  | 1           | Salus                   | Bye          |              |           |                              |                              |                              |                              |   |        |        |        |
|  |             |                         |              |              |           |                              |                              |                              |                              |   |        |        |        |
|  |             | 1                       | Salus (n.s.) | 0            |           |                              |                              |                              |                              |   |        |        |        |
|  |             |                         |              | 0            |           |                              |                              |                              |                              |   |        |        |        |
|  |             | 3                       | Udelar       | 0            |           |                              |                              |                              |                              |   |        |        |        |
|  | 3           | 3                       | Udelar       | 0            | Udelar    | 5                            |                              |                              |                              |   |        |        |        |
|  | 3           |                         |              |              | Udelar    | 5                            |                              |                              |                              |   |        |        |        |
|  | 6           | Huracán Buceo           | 0            |              |           |                              |                              |                              |                              |   |        |        |        |
|  |             |                         |              |              |           |                              |                              |                              |                              |   | 1      | Salus  | 1      |
|  |             |                         | 2            | Rocha (n.s.) | 1         |                              |                              |                              |                              |   |        |        |        |
|  | 2           | Rocha                   | Bye          |              |           |                              |                              |                              |                              |   |        |        |        |
|  |             |                         |              |              |           |                              |                              |                              |                              |   |        |        |        |
|  |             | 2                       | Rocha        | 1            |           | Wedstrijd om de derde plaats | Wedstrijd om de derde plaats | Wedstrijd om de derde plaats | Wedstrijd om de derde plaats |   |        |        |        |
|  |             |                         |              | 1            |           | Wedstrijd om de derde plaats | Wedstrijd om de derde plaats | Wedstrijd om de derde plaats | Wedstrijd om de derde plaats |   |        |        |        |
|  |             | 4                       | Seminario    | 0            |           |                              |                              |                              |                              |   |        |        |        |
|  | 4           | 4                       | Seminario    | 0            | Seminario | 2                            |                              |                              |                              |   |        |        |        |
|  | 4           |                         |              |              |           |                              |                              | 4                            | Seminario                    | 2 |        |        |        |
|  | 5           | San Francisco–Canelones | 1            |              |           |                              |                              | 4                            | Seminario                    | 2 |        |        |        |
|  |             |                         |              |              |           |                              | 3                            | Udelar                       | 0                            |   |        |        |        |
|  |             |                         |              |              |           |                              | 3                            | Udelar                       | 0                            |   |        |        |        |

## Copa de Oro
De beste acht ploegen uit de eerste fase kwalificeerden zich voor de Copa de Oro. De ploegen speelden een halve competitie gevolgd door play-offs. De groepsfase werd halverwege onderbroken vanwege het Zuid-Amerikaans kampioenschap voetbal vrouwen onder 17 en het Torneo Pre-Libertadores. Racing Club de Montevideo trok zich kort voor het einde van de groepsfase terug. Hun resterende wedstrijden leverden een automatische nederlaag op.
Net als in het reguliere seizoen was Club Nacional de Football de sterkste ploeg; zij wonnen hun eerste zes wedstrijden en waren toen al zeker van de eerste plaats in de groepsfase. De laatste wedstrijd hadden ze moeten spelen tegen Colón FC, maar deze werd uitgesteld op verzoek van Nacional, vanwege hun voorbereiding op de Copa Libertadores Femenina die een week later begon.
Nadat de Copa Libertadores Femenina was afgelopen werd in eerste instantie besloten om het restant van de competitie uit te stellen tot na het Zuid-Amerikaans kampioenschap voetbal vrouwen onder 20 dat in januari 2014 in Uruguay zou worden gespeeld. Uiteindelijk werden besloten om de play-offs terug te verplaatsen naar december. De resterende groepswedstrijd werd omgezet in een overwinning voor Colón.
|    | Club                      | Sp. | W | G | V | Pnt. | DV | DT | DS  |
| -- | ------------------------- | --- | - | - | - | ---- | -- | -- | --- |
| 1. | Club Nacional de Football | 7   | 6 | 0 | 1 | 18   | 18 | 4  | +14 |
| 2. | Colón FC                  | 7   | 5 | 1 | 1 | 16   | 22 | 7  | +15 |
| 3. | Montevideo Wanderers FC   | 7   | 5 | 0 | 2 | 15   | 17 | 8  | +9  |
| 4. | CA Cerro                  | 7   | 4 | 1 | 2 | 13   | 13 | 9  | +4  |
| 5. | CA River Plate            | 7   | 4 | 0 | 3 | 12   | 23 | 14 | +9  |
| 6. | Río Negro City FC         | 7   | 2 | 0 | 5 | 6    | 10 | 28 | –18 |
| 7. | Racing Club de Montevideo | 7   | 1 | 0 | 6 | 3    | 3  | 19 | –16 |
| 8. | CA Peñarol                | 7   | 0 | 0 | 7 | 0    | 5  | 22 | –17 |

### Legenda
| Kleur | Kwalificatie voor        |
| ----- | ------------------------ |
|       | Halve finale Copa de Oro |
|       | Kwartfinale Copa de Oro  |

### Uitslagen
| Uitploeg →                | CAC   | CFC   | MWFC  | CNdF  | CAP   | RCM   | RNCFC | CARP   |
| Thuisploeg ↓              | CAC   | CFC   | MWFC  | CNdF  | CAP   | RCM   | RNCFC | CARP   |
| ------------------------- | ----- | ----- | ----- | ----- | ----- | ----- | ----- | ------ |
| CA Cerro                  |       | 1 – 1 |       | 0 – 3 |       |       |       | 1 – 0  |
| Colón FC                  |       |       | 0 – 2 | 3 – 0 |       | 4 – 0 |       |        |
| Montevideo Wanderers FC   | 3 – 1 |       |       | 0 – 4 | 7 – 1 | 3 – 0 |       | 1 – 2  |
| Club Nacional de Football |       |       |       |       | 2 – 0 |       | 2 – 0 |        |
| CA Peñarol                | 1 – 3 | 1 – 2 |       |       |       | 0 – 1 |       | 0 – 4  |
| Racing Club de Montevideo | 0 – 3 |       |       | 0 – 3 |       |       | 1 – 2 |        |
| Río Negro City FC         | 1 – 4 | 1 – 8 | 0 – 1 |       | 3 – 2 |       |       | 3 – 10 |
| CA River Plate            |       | 2 – 4 |       | 1 – 4 |       | 4 – 1 |       |        |

### Play-offs
Alle ploegen kwalificeerden zich voor de play-offs. Racing had zich teruggetrokken uit de competitie en hierdoor was Nacional als winnaar van de groepsfase verzekerd van een plekje in de halve finales. Hierin wonnen ze na strafschoppen van titelverdediger Cerro, terwijl Colón van Wanderers won. De finale van de Copa de Oro werd met 1–0 gewonnen door Colón, dat hierdoor voor het eerst landskampioen werd. Het brons ging uiteindelijk naar Cerro.
|  | Kwartfinale | Kwartfinale    | Kwartfinale          |       |                      | Halve finale | Halve finale | Halve finale |                              |                              | Finale                       | Finale                       | Finale |
|  |             |                |                      |       |                      |              |              |              |                              |                              |                              |                              |        |
|  | 1           | Nacional       | Bye                  |       |                      |              |              |              |                              |                              |                              |                              |        |
|  |             |                |                      |       |                      |              |              |              |                              |                              |                              |                              |        |
|  |             | 1              | Nacional (n.s.)      | 2 (5) |                      |              |              |              |                              |                              |                              |                              |        |
|  |             |                |                      | 2 (5) |                      |              |              |              |                              |                              |                              |                              |        |
|  |             | 4              | Cerro                | 2 (4) |                      |              |              |              |                              |                              |                              |                              |        |
|  | 4           | 4              | Cerro                | 2 (4) | Cerro                | 2            |              |              |                              |                              |                              |                              |        |
|  | 4           |                |                      |       | Cerro                | 2            |              |              |                              |                              |                              |                              |        |
|  | 5           | River Plate    | 1                    |       |                      |              |              |              |                              |                              |                              |                              |        |
|  |             |                |                      |       |                      |              |              |              |                              |                              | 1                            | Club Nacional de Football    | 0      |
|  |             |                | 2                    | Colón | 1                    |              |              |              |                              |                              |                              |                              |        |
|  | 2           | Colón          | 7                    |       |                      |              |              |              |                              |                              |                              |                              |        |
|  | 8           | Peñarol        | 1                    |       |                      |              |              |              |                              |                              |                              |                              |        |
|  | 8           | Peñarol        | 1                    |       | 2                    | Colón        | 3            |              | Wedstrijd om de derde plaats | Wedstrijd om de derde plaats | Wedstrijd om de derde plaats | Wedstrijd om de derde plaats |        |
|  |             |                |                      |       | 2                    | Colón        | 3            |              | Wedstrijd om de derde plaats | Wedstrijd om de derde plaats | Wedstrijd om de derde plaats | Wedstrijd om de derde plaats |        |
|  |             | 3              | Montevideo Wanderers | 0     |                      |              |              |              |                              |                              |                              |                              |        |
|  | 3           | 3              | Montevideo Wanderers | 0     | Montevideo Wanderers | 3            |              |              |                              |                              |                              |                              |        |
|  | 3           |                |                      |       |                      |              |              | 3            | Montevideo Wanderers         |                              |                              |                              |        |
|  | 6           | Río Negro City | 2                    |       |                      |              |              | 3            | Montevideo Wanderers         |                              |                              |                              |        |
|  |             |                |                      |       |                      |              | 4            | Cerro        |                              |                              |                              |                              |        |
|  |             |                |                      |       |                      |              | 4            | Cerro        |                              |                              |                              |                              |        |

### Finale
|                  |                           |                                  |          |                                                                               |
| 17 december 2013 | Club Nacional de Football | 0 - 1                            | Colón FC | Complejo San Eugenio, Montevideo Scheidsrechter: Alejandra Trucidos (Uruguay) |
| 17 december 2013 |                           | Verslag (AUF) Verslag (Nacional) | 82'      | Complejo San Eugenio, Montevideo Scheidsrechter: Alejandra Trucidos (Uruguay) |

| Winnaar Primera División 2013 |
| ----------------------------- |
| Colón FC 1e titel             |

#### Topscorers
Carolina Birizamberri van Club Nacional de Football werd met 31 treffers topscorer van de competitie. Ook in 2011 was ze al topscorer geworden.
| №  | Speelster             | Club(s)                   | Goals |
| -- | --------------------- | ------------------------- | ----- |
| 1. | Carolina Birizamberri | Club Nacional de Football | 31    |

1997 · 1998 · 1999 · 2000 · 2001 · 2002 · 2003 · 2004 · 2005 · 2006 · 2007 · 2008 · 2009 · 2010 · 2011 · 2012 · 2013 · 2014 · 2015 · 2016 · 2017 · 2018 · 2019 · 2020 · 2021